# 湮灭 (小说)
《湮灭》(Annihilation) 是杰夫·范德米尔于2014年出版的小说。它是范德米尔遗落的南境系列小说的第一部，讲述了四位女性（一名生物学家、一名人类学家、一名心理学家和一名勘测员）进入一个被称为X区域（Area X）的地方的故事。该区域已被遗弃，与文明世界隔绝；她们是第十二批勘探队，而所有先前的勘探队都因失踪、自杀、侵袭性癌症和精神创伤而分崩离析。
《湮灭》赢得了2014年星云奖最佳小说 以及2014年雪莉·杰克逊奖最佳小说奖。一部根据小说松散改编的电影于2018年由派拉蒙影业发行。

## 创作背景
范德米尔创作《湮灭》及《遗落的南境系列》的灵感来源于在佛罗里达州圣马克斯国家野生动物保护区 (St. Marks National Wildlife Refuge) 一次14英里的徒步旅行。2010年的深水地平线钻井平台灾难也是一个启发；当石油涌入墨西哥湾时，他开始阅读报告，这些报告暗示破裂的油井可能数十年都无法封堵。 范德米尔在写这本书之前17年的徒步旅行中看到的许多动植物都出现在书中。他曾表示希望有一天也能编撰一本“怪异自然”选集。 2014年3月，作为一篇关于范德米尔和《湮灭》的专题报道的一部分，他访问了激发书中场景之一的圣马克斯灯塔 (St. Marks Lighthouse)。

## 情节
四名武装且未透露姓名的女性——一名生物学家、一名人类学家、一名心理学家和一名受过军事训练的勘测员——越过边界进入X区域。这是一个未具体说明的海岸地点，已对公众关闭三十年。她们相信自己是进入X区域的第十二批勘探队。故事通过生物学家的实地日志叙述，她逐渐揭示出她的丈夫是上一批勘探队（第十一批）的成员，他出人意料地独自返回家中，却失去了记忆，也无法解释他如何回来的。第十一批的其他成员也以类似方式出现，她的丈夫和其他人都在几个月后死于癌症。
在X区域的当下，四位女性发现了一个未标记的掩体，其楼梯向下蜿蜒深入地下，生物学家出于某种奇怪的倾向想称它为“塔”（Tower）。进入后，她们发现了一段潦草的文字，开头是“出自罪孽者之手的扼杀之果既已在此我将孕育出死亡的种子与蠕虫共享……”，沿着塔的楼梯墙壁延伸，构成一个似乎无穷无尽的句子。生物学家惊讶地发现这些文字是从墙壁上一种真菌物质中生长出来的，她近距离检查时不小心吸入了一些孢子。她回到地面，注意到心理学家（团队领导者）使用特定的语句触发其他女性的催眠状态，使她们更顺从和安宁。生物学家意识到她自己之前也一定接受过催眠暗示，但现在免疫了——这很可能是孢子的效果。她对此保持沉默，心存疑虑但仍跟随团队行动。她们返回基地营，听到X区域传来不祥的呻吟声，这声音每晚都会重复。
第二天，人类学家失踪了，心理学家将此归因于她放弃了任务。剩下的三人前往塔。心理学家守卫入口，勘测员和生物学家向下走，很快发现了人类学家被肢解的尸体。她们推断凶手正是墙壁上文字的未知来源，生物学家私下称之为“爬行者”。这意味着心理学家对她们撒了谎。回到顶部时，她们发现心理学家也已消失。生物学家意识到自己体内有一种“光亮感”在增长，她将此归因于孢子。她离开去探索远处的灯塔；勘测员则留下来保护营地。
在灯塔内，生物学家发现了大量的血迹和一个隐藏的巨大堆垛，里面是数百本过去勘探队的日志，其中一些详细描述了与来自海洋的怪物存在的战斗。她拿走了一张灯塔管理员的旧照片和她已故丈夫的日志。她突然发现心理学家在灯塔旁奄奄一息，后者是从顶部跳下来的。心理学家将生物学家视为发光的“火焰”（flame），反复尖叫“湮灭”（annihilation）这个词，试图通过催眠诱导她自杀，但生物学家未受影响。临死前，心理学家透露X区域的边界每年都在缓慢扩张。在返回基地营的途中，生物学家感觉到那个发出夜间呻吟的生物正在靠近；她勉强逃脱，但被勘测员射中两枪，后者和心理学家一样，对她的光亮感到恐惧。无法说服勘测员自己不是威胁，生物学家凭借因“发光”而增强的新本能开枪打死了她。神奇的是，她自己的枪伤开始愈合。
生物学家在显微镜下分析她收集的植物和动物样本，除了观察到其中一些含有人类细胞外，没有发现任何异常。她还阅读了丈夫的日志，其中解释了他和一名队友惊讶地发现他们永远找不到X区域遥远的沿海边界，然后返回灯塔发现他们勘探队的其他成员被屠杀。他们还目睹了整个团队（包括他们自己）的复制品走向地下塔，这导致他们中止了任务。
生物学家返回塔中直接面对爬行者，在螺旋楼梯上遇到了它，并发现它几乎无法描述；它是一个由炫目光芒和破碎噪音组成的快速变形实体，将生物学家困在一个痛苦地失去和恢复意识的循环中。它把她扔下楼梯，一道模糊的白色门出现在她面前，但走了一个多小时后，门仍然遥不可及。她回到楼梯上，惊讶地发现自己现在可以安然无恙地经过爬行者。最后一次回望爬行者时，她在其光芒中看到了照片中灯塔管理员被困住的脸。她逃离了塔，但她决心留在X区域内，沿着海岸线前行，看看它究竟通向何方，就像她丈夫曾经尝试过的那样。

## 评价
对《湮灭》的评价普遍积极。
美国国家公共电台(National Public Radio) 的杰森·希恩 (Jason Sheehan) 形容这本书引人入胜、充满悬念，他说：“大约三个小时后，当我再次抬头时，发现书已读完一半，我很好奇自己是如何从那里读到这里的。” Salon.com 将其评为当周最佳书籍，而GQ 杂志则将其列为二月份最佳图书之一，并称“这本关于一种智能致命真菌的书引人入胜。” 华盛顿邮报 (The Washington Post) 称其“成功地营造了恐怖氛围，是一部设定在不远未来的老式哥特恐怖小说”，而每日电讯报 (The Daily Telegraph) 则认为它“显示出成为范德米尔突破原有读者圈、赢得更广泛受众的小说之迹象”。 娱乐周刊 (Entertainment Weekly) 给《湮灭》评分为B+。 该小说赢得了2014年星云奖最佳小说 以及2014年雪莉·杰克逊奖最佳小说奖。

## 电影改编
2014年，派拉蒙影业购得小说的改编权，编剧兼导演亚历克斯·加兰 (Alex Garland) 负责改编剧本并执导电影。 2015年5月，娜塔莉·波特曼 (Natalie Portman) 进入谈判阶段，将主演该片。 2015年11月，《处女情缘》(Jane the Virgin) 明星吉娜·罗德里格兹 (Gina Rodriguez) 正在洽谈与波特曼共同主演该片。 2016年3月，宣布奥斯卡·伊萨克 (Oscar Isaac) 将加入电影演员阵容。
加兰向《创意编剧》(Creative Screenwriting) 表示，他的改编仅基于原著三部曲的第一部小说，因为当时只有第一部出版了。 拍摄于2016年4月下旬在英国温莎大公园 (Windsor Great Park) 的南森林地区进行。 该片于2018年2月23日上映，获得积极评价，全球票房达4310万美元。